# Bristol Township (Illinois)
Pour les articles homonymes, voir Bristol Township.
Bristol Township est un township du comté de Kendall dans l'Illinois, aux États-Unis,.

## Personnalité
- Newton S. Grimwood (1853-1875), journaliste et aéronaute, y est né.